# Tompa Andrea
Tompa Andrea (Kolozsvár, 1971. július 4. –) magyar író, színikritikus. 1990 óta Budapesten él. 2009–2015 között a Színházi Kritikusok Céhének vezetője.
2015-től 2020. szeptember 1-ig a Színház folyóirat főszerkesztője, 2020. szeptember 1-től a Színház Alapítvány kuratóriumának elnöke.

## Életpályája
Az ELTE Bölcsészkarán orosz szakon végzett; 2004-ben doktori címet szerzett Színház és teatralitás V. Nabokov életművében című disszertációjával. 2000–2008 között az Országos Színháztörténeti Múzeum és Intézet munkatársa volt, 2005-től a Színház folyóirat szerkesztője, 2015 és 2020 között főszerkesztője. 2008 óta tanít a kolozsvári Babeș–Bolyai Tudományegyetem Színház és Televízió Karán.
2019. március 4-én tartotta székfoglaló előadását a Széchenyi Irodalmi és Művészeti Akadémián.

## Kötetei
- Hungarian theatre at the Millennium; szerk. Nánay István, Tompa Andrea; OSZMI, Bp., 2000
- Színházi jelenlét, színházi jövőkép. Tanulmányok a mai magyar színházi helyzetről; szerk. Tompa Andrea; OSZMI–NKA, Bp., 2005 (NKA kutatások)
- A teatralitás dicsérete. Orosz színházelméletek a XX. század elején; vál., szerk., bev. Tompa Andrea; OSZMI, Bp., 2006 (Színháztudományi szemle)
- A hóhér háza. Történetek az aranykorból. Regény; Kalligram, Pozsony, 2010; jav. kiad., 2015
- Fejtől s lábtól. Kettő orvos Erdélyben. Regény; Kalligram, Pozsony, 2013
- Omerta. Hallgatások könyve; Jelenkor, Bp., 2017
- Haza; Jelenkor, Bp., 2020
- Budapest Nagyregény. Budapest Brand Nonprofit Zrt., Bp., 2023 (társszerző)
- Sokszor nem halunk meg; Jelenkor, Bp., 2023

## Elismerései, díjai, jelölései
- Erdély Magyar Irodalmáért debüt-díj (2010)
- NKA alkotói ösztöndíj (2010, 2014)
- Magyar Állami Eötvös Ösztöndíj (2008, 2011)
- Békés Pál-díj (2013)
- Artisjus-díj (2014)
- Déry Tibor-díj (2014)
- Márai Sándor-díj (2015)[4][5]
- Natalia Gorbaniewska-díj (Lengyelország) (2017)[6]
- shortlist: Aegon-díj (2018)[7]
- Libri irodalmi díj (2017)[8]
- Merítés-díj (2021)[9]
- Baumgarten-díj (2021) [10]
- shortlist:  Internationaler Literaturpreis 2022[11]
- Mészöly Miklós-díj (2024)[12]

### A hóhér háza
- Tarján Tamás:  Harmincnyolcszor egy mondat a zsarnokságról. www.revizoronline.com (2010. július 22.)  (Hozzáférés: 2018. május 19.)
- Szilágyi Zsófia:  Tehát elkezdődött.  Jelenkor,  LIV. évf.  2. sz. (2011)   214. o.
- Darvasi Ferenc:  Lányregényből családtörténet. www.litera.hu (2011. április 2.)  (Hozzáférés: 2018. május 19.)

### Fejtől s lábtól
- Lengyel Imre Zsolt:  A részek lázadása. www.muut.hu (2013. június 22.)  (Hozzáférés: 2018. május 19.) arch
- Kész Orsolya:  Kettő üzenet Kolozsvárról.  Helikon,   (2015. november 11.)  arch Hozzáférés: 2018. május 19.

### Omerta
- Láng Zsolt – Tamás Dénes:  A megnyíló regény. Tompa Andrea Omerta c. regényéről. www.lato.ro (2018)
- Modor Bálint:  A szolgáló, a rózsanemesítő, a hostati, a nővér és a történelem. www.litera.hu (2017. június 8.)  (Hozzáférés: 2018. május 19.)

### Sokszor nem halunk meg
- Kiss Imola:  Tompa Andrea: A titok természete olyan, hogy egyfolytában felszínre akar törni. 444.hu (2023. május 6.)  (Hozzáférés: 2023. június 15.)
- Melhardt Gergő:  Tisztességesen elmesélni – Tompa Andrea Sokszor nem halunk meg című regényéről. litera.hu (2023. június 10.)  (Hozzáférés: 2023. június 15.)
- Pethőné Nagy Csilla: "Amikor a lét végső kérdéseit tesszük fel, akkor nem kell cipő.". szofa.eu (2023. jún. 16.) (Hozzáférés: 2023. jún. 20.)
- Rosznáky Emma:  Tompa Andrea: A nagy közös történetben mind besározódunk. nepszava.hu (2023. június 12.)  (Hozzáférés: 2023. június 15.)